# Jacob Cornelisz. Baert

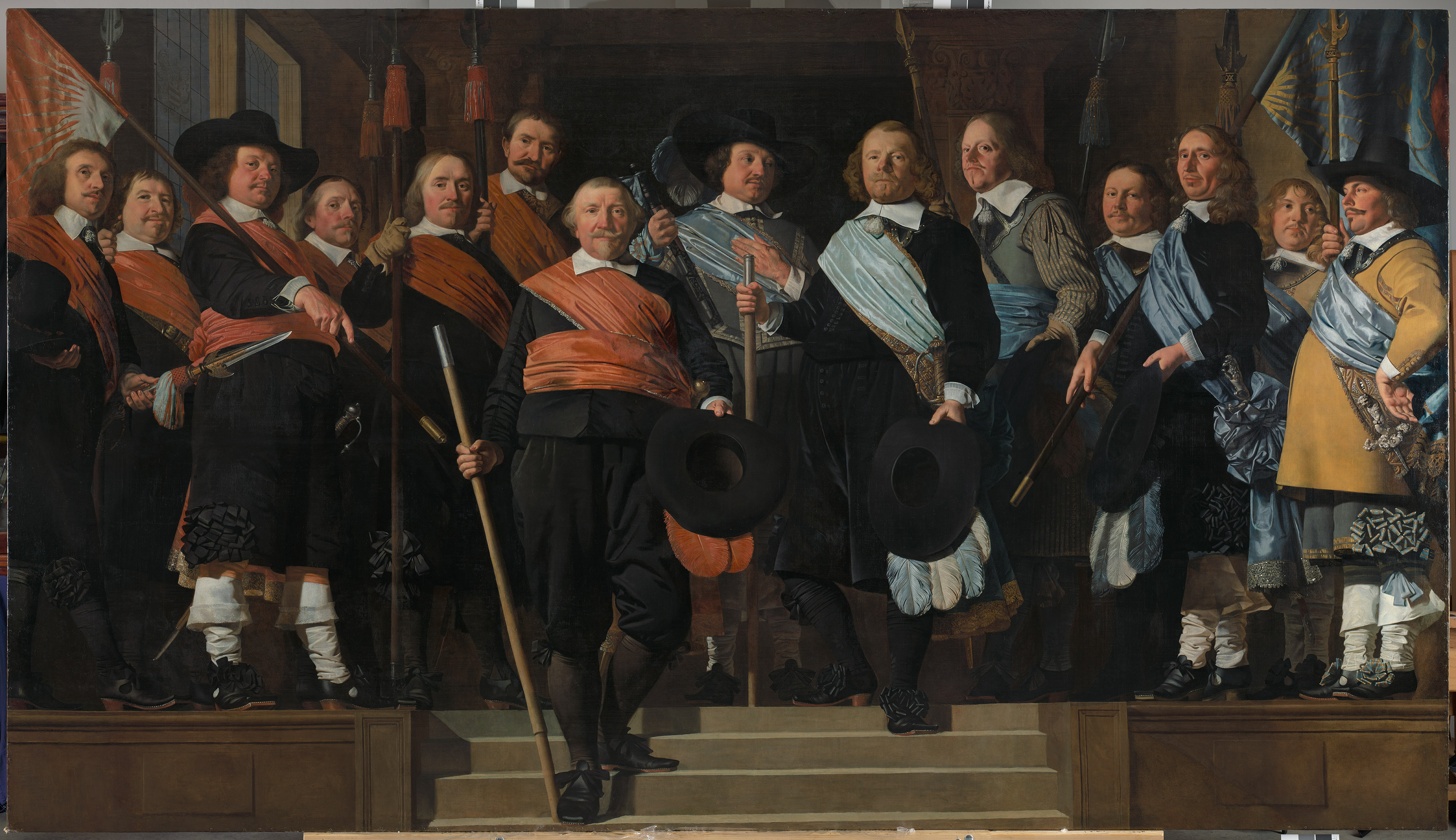
Officieren van het Oranje en het Blauwe Vendel van de Oude Schutterij, met in het midden de kapiteins, Jacob Baert en Cornelis Groot.

Jacob Cornelisz. Baert (Alkmaar, 22 oktober 1612 - aldaar, 17 oktober 1668) was burgemeester van de Noord-Hollandse plaats Alkmaar.

## Levensloop
Jacob Baert was een telg uit het geslacht Baert en werd op 22 oktober 1612 geboren te Alkmaar in de toenmalige Republiek der Zeven Verenigde Nederlanden als het tweede kind van 17 kinderen en eerste zoon van Cornelis Jansz. Baert (1585-1640), notaris, thesaurier en vroedschap te Alkmaar en Maritgen Willemsdr. van Molenvliet (ovl. 1653), vrouwengasthuismoeder te Alkmaar. Op 15 augustus 1635 trouwde hij met Catharina Willemsdr. Kessel (1614-1677). Zij was een dochter van Willem Willemsz Kessel (ca. 1585-1645), lid van de Alkmaarse Vroedschap en Schepen van Alkmaar, en Guijrtgen Adriaensdr (ovl. 1656). Jacob en Catharina kregen 14 kinderen waarvan 7 zonen en 3 dochters en 4 waarvan het geslacht onbekend is, waarschijnlijk omdat deze tijdens of vlak na de geboorte zijn overleden. Er zijn wel begraafaktes van deze kinderen. Vijf van zijn zonen, onder wie Willem, Johan en Adriaen, zijn min of meer in de voetsporen getreden van hun vader.
Jacob Baert overleed op 17 oktober 1668. Hij werd op 23 oktober 1668 begraven in de Grote Kerk van Alkmaar.

## Loopbaan
Gedurende zijn leven heeft Jacob Baert een diversiteit aan functies bekleed in en om Alkmaar:
- 1639 - 1668: Secretaris van de Schermeer
- 1640 - 1642: Thesaurier te Alkmaar
- 1641 - 1646: Notaris te Alkmaar. Geadmitteerd door het Hof van Holland 23 Mei 1634 te Alkmaar
- 1641 - 1668: Secretaris Starnmeer en Kamerkop
- 1645 - 1668: Lid Vroedschap van Alkmaar
- 1646 - 1668: Rentmeester Provenhuis Splinter, Alkmaar
- 1648 - 1652: Schepen van Alkmaar
- 1654 - 1658: Namens Alkmaar Gecommitteerde Rekenkamer ter Auditie van Holland in het Noorderkwartier (1590-1752)
- 1657 - 1668: Hoogheemraad van de Heerhugowaard
- vanaf 1657: Kapitein van het Oranjevendel der Schutterij
- 1658 - 1667: Burgemeester van Alkmaar
- 1662 - 1668: Hoofdingeland van de Heer Hugowaard
- 1664 - 1666: Namens Alkmaar Gecommitteerde in de Raden van Holland in het Noorderkwartier (1573-1795)
- 1664 - 1668: Hoogheemraad van Kennemerland

- Biografisch Portaal: 85392949